# Pomoćnica kršćana
Pomoćnica kršćana (lat. Sancta Maria Auxilium Christianorum; šp. Nuestra Señora María Auxiliadora), također i Marija Pomoćnica kršćana i Marija Pomoćnica, rimokatolički je marijanski blagdan koji se slavi 24. svibnja. Pod ovim naslovom, Blažena Djevica Marija zaštitnica je Australije (od 1844.), Novoga Zelanda i New Yorka. Sv. Ivan Zlatousti prva je osoba koja je koristila ovaj naslov, 345. godine. Don Bosco je također promicao marijansku pobožnost pod ovim naslovom.
Naslov Marija Pomoćnice kršćana povezan je s obranom kršćanske Europe, sjevera Afrike i Bliskoga istoka od nekršćanskih naroda tijekom srednjega vijeka. Uslijed napada islamskoga Osmanskoga Carstva na europske države, papa Pio V. poziva 1572. kršćansku vojsku iz cijele Europe na obranu kontinenta te poziva na zagovornu molitvu vjernika Mariji. Poraz muslimanskih Turaka pripisan je zagovoru Djevice Marije pod tim naslovom. Papa Pio V. uvodi u Lauretanske litanije ovaj zaziv (Pomoćnica kršćana).
Papa Lav XIII. odobrio je kanonsku krunidbu slike koja nosi naslov Pomoćnice kršćana, 17. svibnja 1903. godine, koja se trenutno nalazi u bazilici Marije Pomoćnice kršćana.

## Povijest

### Korijeni
Postoje dva natpisa iz prvih stoljeća kršćanstva na starogrčkom koji se odnose na Djevicu Mariju: θεοτοκος (Teotokos; Majka Božja, Bogorodica) i Βοετεια (Pomoćnica). Sami Crkveni oci nazivaju Mariju kao "Βοετεια". Ivan Zlatousti je koristio taj naslov u propovijedi (345.), Proklo (476.) i Seba iz Cezareje (532.). Nakon 5. stoljeća, druge osobe koje ga koriste su Romano Melone (518.), Sofrinije Jeruzalemski (560.), Ivan iz Damaska (749.) i German iz Carigrada (733.).

### Lauretanske litanije
Ovaj naslov Blažene Djevice Marije uvršten je u litanije nakon kršćanske pobjede nad Turcima, 7. listopada 1571. u bitci kod Lepanta. Kršćani su svoju pobjedu nad tada jačom i nadmoćnijom islamskom vojskom pripisali zagovoru Blažene Djevice Marije, a papa Pio V. odredio je da se u spomen na tu bitku svake godine 7. listopada slavi spomen Blažene Djevice Marije od Krunice, Kraljice Svete Krunice ili Marije Pobjednice. Uoči Opsade Beča 1683., svetorimski car Leopold I. sklonio se u svetište Marije Pomoćnice kršćana u blizini bavarskoga Passaua. Pobjeda nad Osmanlijama pripisana je zagovoru Mariji Pomoćnici kršćana i molitvi krunice.

### Blagdan
Blagdan Gospe Pomoćnice kršćana ustanovio je papa Pio VII. On je po nalogu Napoleona I. bio uhićen 5. lipnja 1808. godine, nakon što je poslije konklave, ponovio izopćenje Napoleona I., potvrdivši čin svojega prethodnika Pia VI Papa zatim odlazi u Pariz kako bi okrunio Napoleona za cara. Nakon proglašenja, ovaj zatvara papu u Certosi kod Firence, pa u Savonu, gdje ostaje sljedeće tri godine. Godine 1813. Napoleon I. doživljava poraz kod Leipziga. Papa trijumfalno ulazi u Rim 24. svibnja 1814. Od tada se blagdan Pomoćnice kršćana obilježava kao uspomena na povratak pape Pia VII. iz sužanjstva.

## Štovanje
Posvećene su joj Kćeri Marije Pomoćnice, utemeljene 1872. u Italiji (Marija Dominika Mazzarelo), u Hrvatskoj prisutne od 1940., u Zagrebu i Rijeci.
U Hrvatskoj, posvećene su joj župne crkve na zagrebačkoj Knežiji, u Ivanecu Bistranskom (kod Zaprešića), Sotinu (kod Vukovara), Donjim Emovcima (kod Požege), Strahoninecu, Selištu Drežničkom (kod Rakovice), riječkom Banderovu, Veprincu (kod Opatije), splitskom Kmanu, pelješkom Orebiću, među Hrvatima u BiH u Globarici (Žepče) i Klobuku (Ljubuški) te u Muu (Kotor) i Moroviću (Šid).
Crkva Uznesenja Blažene Djevice Marije u Moroviću ujedno je i Svetište Marije Pomoćnice kršćana i duša u čistilištu, te se u njoj svakoga drugoga dana u mjesecu, za Veliku i Malu Gospu i Dušni dan održavaju svete mise i ophodi za pokojnike i duše u čistilištu.
Slovensko narodno svetište Marije Pomoćnice, ujedno i bazilika, nalazi se u Brezju kod Radovljice.

## Umjetnički prikazi
- Mariahilf, Lucas Cranach Stariji, o. 1520., Katedrala sv. Jakova u Innsbrucku
- Kip u svetištu Marije Pomoćnice kršćana u Meksiku
- Pomoćnica kršćana, treviska katedrala
- Oltar u crkvi Mariahilf u Beču
- Slika iz 18. st. u crkvi u Matzleinsdorfu, Austrija

## Vanjske poveznice
Mrežna mjesta
- Zvonko Maković, Prostor i vrijeme jedne slike: Mariahilf, Sic ars deprenditur arte: zbornik u čast Vladimira Markovića, Institut za povijest umjetnosti, Odsjek za povijest umjetnosti Filozofskog fakulteta, Zagreb, 2009. ISBN 9789536106813, CROSBI